# Canthon rubrescens
Canthon rubrescens là một loài bọ cánh cứng trong họ Bọ hung (Scarabaeidae).